# Sason Gabbaj
Sason Gabbaj, Sasson Gabai (hebr. ששון גבאי; ur. 24 listopada 1947 w Bagdadzie) – izraelski aktor.

## Filmografia
- 1973 Or min ha-hefker jako Szaja
- 1988 Rambo III jako Mousa
- 1991 Tylko razem z córką jako Hamid
- 1992 Do brzasku jako Khalil
- 1999 Zaginiony patrol
- 2001 Zakon jako Yuri
- 2001 Made in Israel jako Perach
- 2006 Awiwa ahuwati jako Oded Zar
- 2007 Przyjeżdża orkiestra jako Tawfiq
- 2008 Witaj, do widzenia jako szef policji
- 2011 Konserwator jako pan Fidelman
- 2011 Kiedy świnie mają skrzydła jako Jafaar
- 2013 Polując na słonie jako Eliyahu

## Nagrody
- 2001 – nominacja do nagrody Ofir w kategorii najlepszy aktor drugoplanowy za rolę Peracha w filmie Made in Israel
- 2006 – nominacja do nagrody Ofir w kategorii najlepszy aktor drugoplanowy za rolę Odeda Zara w filmie Awiwa ahuwati
- 2007 – laureat ENF w kategorii najlepszy europejski aktor roku za rolę Tawfiqa w filmie Przyjeżdża orkiestra
- 2007 – laureat nagrody Ofir w kategorii najlepszy aktor za rolę Tawfiqa w filmie Przyjeżdża orkiestra
- 2011 – nominacja do nagrody Ofir w kategorii najlepszy aktor za rolę pana Fidelmana w filmie Konserwator